# 白物家電
白物家電（しろものかでん）とは、家庭内の家事の労力を減らしたり、あるいは生活に密着した家電製品の一般名称である。生活家電（せいかつかでん）や家事家電（かじかでん）ともいわれる。普及し始めた当初は娯楽家電（黒物家電）に対し筐体の色が白いものが多かったことからこの名前で呼ばれるようになったが、銀色やパステルカラーなどの製品も一般化して久しい。

## 製品例
- アイロン
- 温水洗浄便座
- 洗濯機・衣類乾燥機
- 食器洗い機
- 掃除機
- 生ごみ処理機
- ヘアドライヤー
- 冷蔵庫

調理機器
- コーヒーメーカー
- 炊飯器
- ジューサー
- 電気ポット
- 電磁調理器
- 電子レンジ
- トースター
- ホームベーカリー

冷暖房、空調
- エア・コンディショナー
- 空気清浄機
- 電気こたつ
- 扇風機
- ハロゲンヒーター
- ファンヒーター
- ホットカーペット

## 普及と成熟
米国ではこれら製品は日本より一足早く、第二次世界大戦前後に普及しており、日本では戦後に米国の映画やドラマを通じて知られるようになった。高度経済成長期に三種の神器とまで言われ、現代社会の生活に欠かせないものになり、急激に普及した。白物家電は家庭の家事作業を劇的に軽減させ、生活の余暇が増大した。一方で停電が発生すると社会的影響は大きい。
21世紀日本では冷蔵庫、洗濯機、電子レンジ、掃除機などはすでにほぼすべての家庭に行き渡り、白物家電全般においていわゆるコモディティ化が起こっている。一方でロボット掃除機のような一部の新興ジャンルでは活発な製品開発と競争が続いている。2009年頃から「買わずに借りる」様式も普及しつつある。
日本では高度経済成長が終焉した1970年代後半以降、多機能化による差別化を図るメーカーも多く現れたが、2000年代以降は多機能化が限界になってきたこともありシンプル路線に回帰、大メーカーの一世代前の技術を活用してベーシックな家電を提供するジェネリック家電や、海外メーカーの台頭が著しい。また1990年代以降はエコロジーブームの高まりによって低消費電力や廃棄時の低環境負荷を謳った製品が多くなっている。特に冷蔵庫は低消費電力化が著しいが、2005年に冷蔵庫の消費電力表示に関わる問題が注目を集め、カタログスペックと実際の電力消費とが著しく異なっていることが認知されるようになった。

## ホームアプライアンス
英語では白物家電に属する家事用具を指してHome appliance（ホームアプライアンス）と呼ぶ。ホームアプライアンスの示す範囲は電気以外のエネルギーを用いた家事用具も含む。ホームアプライアンスに含まれる製品であっても白物家電とはならないものがあるが、その逆はない。ホームアプライアンスに対する白物家電と同様の発想は、white home appliance（白物ホームアプライアンス）やwhite goodsとして表現されるが、電力を動力源としないものも含む。全世界的には1960年代から国を超えてホームアプライアンスメーカーの統合が進んだ。